# Isobel Armstrong
Isobel Armstrong FBA (Londres, 25 de março de 1937) é uma escritora britânica. É Emeritus Professora de Inglês na Birkbeck, Universidade de Londres e uma pesquisadora sênior do Institute of English Studies na Universidade de Londres. É membro da Academia Britânica.
Ela é uma crítica de poesia, literatura e escritos das mulheres do século XIX. Suas publicações incluem: The Radical Aesthetic (2000), Women's Poetry, Late Romantic to Late Victorian: Gender and Genre (1999) e Victorian Poetry: Poetry, Politics and Poetics (1993). É também uma poetisa.
Possession: A Romance, de A. S. Byatt, ganhador do Prêmio Booker de 1990, foi dedicado a Armstrong.
Armstrong é a irmã mais nova da escritora Diana Wynne Jones.